# Вајденштетен
Вајденштетен (њем. Weidenstetten) општина је у њемачкој савезној држави Баден-Виртемберг. Једно је од 55 општинских средишта округа Алб-Донау-Крајс. Према процјени из 2010. у општини је живјело 1.242 становника. Посједује регионалну шифру (AGS) 8425130.

## Географски и демографски подаци
Вајденштетен се налази у савезној држави Баден-Виртемберг у округу Алб-Донау-Крајс. Општина се налази на надморској висини од 585 метара. Површина општине износи 17,2 km². У самом мјесту је, према процјени из 2010. године, живјело 1.242 становника. Просјечна густина становништва износи 72 становника/km².

## Међународна сарадња
| Мјесто | Држава    | Врста сарадње | Од    |
| ------ | --------- | ------------- | ----- |
|        | Француска | партнерство   | 1982. |
| Извор  |           |               |       |